# ليزلي سكوفيلد
ليزلي سكوفيلد (بالإنجليزية: Leslie Schofield)‏ هو ممثل بريطاني، ولد في 12 ديسمبر 1938 في المملكة المتحدة.

## وصلات خارجية
- ليزلي سكوفيلد على موقع IMDb (الإنجليزية)
- ليزلي سكوفيلد على موقع قاعدة بيانات الفيلم (الإنجليزية)